# Новозарицкое
Новозарицкое (укр. Новозаріцьке) — село, относится к Захарьевскому району Одесской области Украины.
Население по переписи 2001 года составляло 360 человек. Почтовый индекс — 66721. Телефонный код — 4860. Занимает площадь 1,06 км². Код КОАТУУ — 5125283201.

## Местный совет
66721, Одесская обл., Захарьевский р-н, с. Новозарицкое